# Michael Tamasfi
Michael Tamasfi (Thamsfi, Thomasti), SJ (1600, Budmerice – 19. března 1662, Olomouc) byl jezuitský teolog a představený v 17. století, který byl rektorem olomoucké univerzity v letech 1649 – 1652 a 1662, kdy po dvou měsících ve funkci, do níž byl instalován 22. ledna 1662, zemřel.

## Dílo
- Imago B. M. V. miraculosa Boskoviensis, in: Atlas Marianus, ed. 1672, f. 532-533